# Джафаров, Роман (футболист, 1955)
Роман (Рамиз) Джафаров (азерб. Roman Cəfərov; 9 мая 1955) — советский футболист, нападающий, азербайджанский футбольный тренер.

## Биография
В качестве футболиста выступал в первой лиге СССР за «Нефтчи» (Баку), во второй лиге за клубы «Хазар» (Ленкорань), «Амударья» (Нукус) и другие.
Много лет работал детским тренером в Баку, в том числе в секции стадиона «Шафа» и в клубе «Интер» (Баку). Среди его воспитанников — Мирсахиб и Мирабдулла Аббасовы, Адиль Нагиев, Рашад Азизли. В марте 2007 года был назначен главным тренером юношеской сборной Азербайджана (до 15 лет). В 2008 году получил тренерскую лицензию «В». По состоянию на 2010 год был главным тренером дубля бакинского «Интера», затем переведён на должность ассистента в тренерский штаб основной команды. В марте 2015 года стал исполняющим обязанности главного тренера после ухода прежнего тренера Кахабера Цхададзе в сборную Грузии. Под его руководством клуб стал серебряным призёром чемпионата Азербайджана 2014/15 и прошёл два раунда в Лиге Европы. Впоследствии уступил тренерский пост бывшему помощнику Цхададзе — Зауру Сванадзе.